# Contre-insurrection

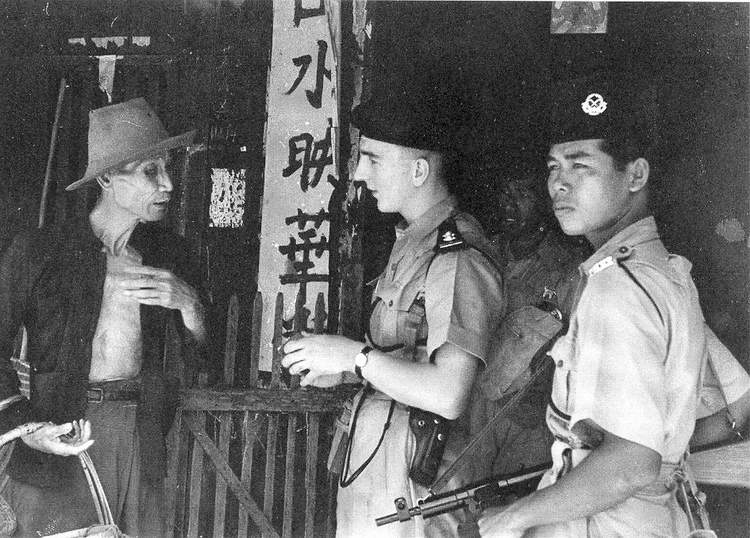
Des policiers interrogent un civil malaisien durant l'insurrection communiste malaise (1949) la contre-insurrection implique une coopération entre les forces de police et les forces armées

La contre-insurrection, aussi appelée guerre contre-subversive, guerre contre-révolutionnaire, guerre contre-insurrectionnelle, contre-guérilla, guerre révolutionnaire ou encore COIN (de l'anglais counterinsurgency), est une doctrine militaire qui vise à obtenir le soutien de la population dans le cadre d'un conflit opposant un mouvement insurgé à une force armée gouvernementale de contre-insurrection. Elle se fonde sur des actions civilo-militaires, le renseignement, la guerre psychologique et le quadrillage du territoire.
Si la doctrine de la contre-insurrection privilégie aujourd'hui des actions civiles, elle a longtemps été associée à un usage immodéré de la force et notamment de la torture. La contre-insurrection, menée par l'armée à qui des pouvoirs et des missions de police avaient été confiées, était pratiquée le plus souvent en dehors de tout cadre judiciaire.
Un des paradoxes de la guerre contre-insurrectionnelle est que plus on protège ses forces, moins on est en sécurité : « Le succès ultime est remporté en protégeant la population, pas ses propres forces. Si les forces militaires restent bloquées dans leurs bases, elles perdent le contact avec la population, donnent l'impression d'avoir peur et cèdent l'initiative aux insurgés. Des patrouilles doivent être menées, le risque partagé et le contact maintenu. »

## Guerre contre-révolutionnaire ou contre-insurrection?
L'armée française a la première théorisé cette doctrine durant la guerre d'Algérie et l'appelait alors « guerre contre-révolutionnaire » en référence à la guérilla telle que théorisée par Mao Zedong, selon qui le guérillero devait vivre dans la société civile comme un « poisson dans l'eau ».
Par la suite, les militaires américains, aussi bien des États-Unis que d'Amérique latine, ont préféré parler de contre-insurrection ou de guerre contre-insurrectionnelle. En effet, selon les mots du lieutenant-colonel Carlos de Meira Mattos (pt) qui fut l’un des personnages importants de la dictature militaire brésilienne après le coup d'État de 1964, « si nous laissons aux adversaires le nom de révolutionnaire, nous nous prêtons à nous-mêmes la désignation de contre-révolutionnaires et ainsi, dialectiquement, nous commençons à perdre avant de combattre ». La doctrine militaire française adopta aussi le terme de contre-insurrection à partir de l'intervention au Tchad au début des années 1970.

## Genèse et diffusion de la doctrine
La (première) guerre d'Indochine, opposant les forces militaires françaises à la guérilla communiste du Việt Minh et finit par être perdue par les premières malgré leur puissance industrielle et militaire, est l'emblème de la « guerre subversive », concept énoncé par l'état-major des forces françaises, sous l'action du colonel Lacheroy et après lecture du Petit Livre rouge de Mao Zedong.
Outre Lacheroy, Jacques Hogard et Jean Némo élaborent différentes versions de la « doctrine de la guerre révolutionnaire » (DGR), mise en œuvre lors de la bataille d'Alger, qui devient un cas d'école enseigné dans les écoles de guerre. David Galula contribue à la conceptualisation de ce domaine de guerre (Harvard, 1964) ainsi que Roger Trinquier dont La Guerre moderne (1961) est considéré comme l'un des manuels clés de la guerre contre-insurrectionnelle, soulignant l'importance du renseignement, de la guerre psychologique et du volet politique des opérations armées.
Très vite, cette théorie est enseignée aux officiers des forces militaires sud-américaines à l'École de guerre à Paris. De nombreux attachés militaires, pour la plupart officiers français ayant participé à la guerre d'Algérie, sont également envoyés dans les pays de l'Amérique latine former les troupes contingentes. À l'intérieur de l'armée française, pourtant, la DGR est interdite par De Gaulle en 1961, en partie à la suite de l'intégration dans l'OAS d'un certain nombre d'officiers acquis à la DGR, bien qu'elle continue à garder une certaine influence. En 1960, de Gaulle reprend en mains le Centre d'instruction pacification et contre-guérilla (CIPCG) situé à Arzew (Algérie), qui diffusait cet enseignement.
Le succès des idées françaises en Amérique latine suscite très vite l'intérêt des États-Unis, qui reçoivent peu après nombre d'attachés militaires, dont le général Aussaresses, à l'École militaire des Amériques (School of Americas, SOA) au Panama. Le passage à la pratique est réalisé dans un premier temps sur des prisonniers vivants de droit commun incarcérés au Panama[réf. nécessaire]. Aussaresses travaille ensuite au Centre d'instruction de la guerre dans la jungle de Manaus (Brésil), créé en 1964 par le maréchal Castelo Branco, qui a pris le pouvoir la même année par un coup d'État renversant Joao Goulart. De nombreux officiers latino-américains, notamment chiliens (dont des membres de la DINA, la police politique de Pinochet), argentins, ou uruguayens, se forment à l'école de Manaus.
Les nombreux coups d'État en Amérique latine, notamment au Brésil (1964), en Argentine, au Chili (1973), en Uruguay et au Paraguay donnèrent l'occasion aux officiers des juntes le pouvoir de pratiquer à  grande échelle la doctrine de la guerre subversive, appelée par les militaires « guerre sale ». Pendant l'opération Condor, la chasse au communisme conduisit à une intense campagne d'épuration civile, et à de nombreuses disparitions toujours non élucidées. Si les escadrons de la mort pratiquaient ces actes en public dans les stades et les rues au Chili, les opérations d'épurations furent réalisées dans le plus grand secret en Argentine.
La France est alors en proie à la terreur de l'OAS. La plupart des lieutenants de cette formation paramilitaire composée d'ex-officiers de la guerre d'Algérie sont expatriés dans les dictatures sud-américaines pour y accélérer la diffusion de la doctrine de la guerre subversive, sous couvert d'une totale immunité. Ces opérations se font avec l'entière approbation des gouvernements français de l'époque et la participation de la Direction de la surveillance du territoire (DST) et du Service de documentation extérieure et de contre-espionnage (SDECE)[réf. nécessaire].
L'application de cette doctrine provoqua plusieurs milliers de morts parmi les populations d'Amérique latine et centrale, ainsi qu'en Algérie et dans d'autres pays.
Certains milieux militaires français préconisent son utilisation dans la guerre menée en Afghanistan, ce qui a valu certaines critiques publiées par Rue89. Un document officiel de l'armée française, titré « Gagner la bataille, conduire à la paix, les forces terrestres dans les conflits aujourd’hui et demain » (2007), affirme ainsi :
« Il n’est pas un conflit où la population civile ne se retrouve au cœur des préoccupations militaires des parties en présence. Aussi, passant d’un monde où celle-ci constituait “l’arrière” - par opposition au front, zone militaire par essence - les forces armées agissent maintenant en son sein et en référence à elle. Les forces militaires sont entrées dans l’ère de la guerre au sein des populations.

Et puisque l’enjeu est la société humaine, sa gouvernance, son contrat social, ses institutions, et non plus telle ou telle province, tel fleuve ou telle frontière, il n’est plus de ligne ou de terrain à conquérir ou à protéger. Le front est multiforme et généralisé à l’ensemble du théâtre des opérations. Pour être efficace, l’emploi des forces ne peut être dissocié de ce qu’en attendent des populations plongées dans le désordre, le chaos ou l’arbitraire. »

## Principes généraux
La théorie militaire de la contre-insurrection regroupe un ensemble de tactiques appliquées principalement par des forces terrestres, fortes en infanterie, appuyées parfois par des forces spéciales ainsi que la surveillance et frappes aériennes, et destinées à vaincre la guérilla en prenant en compte l'importance du soutien populaire aux insurgés.
L'accent est ainsi mis sur « gagner les cœurs et les esprits », expression définie de la manière suivante par le général David Petraeus, dans le COIN Field Manual de 2007 (COIN étant l'acronyme de Counter-insurgency) : « Gagner les cœurs signifie persuader la population que leur meilleur intérêt est servi par les succès des contre-insurgés. Gagner les esprits signifie convaincre la population que la force peut les protéger et que la résistance est inutile ».
Le renseignement tient une place déterminante pour démanteler les cellules actives ou dormantes soutenant les insurgés au sein de la population civile aux belligérants, en pratiquant d'intenses opérations de répression, d'interrogatoires et de torture. Cette doctrine prévoit également un quadrillage des secteurs sous contrôle en zones et sous-zones confiées à des escouades, ou « escadrons de la mort », des réunions entre états-majors et éléments et une parfaite coordination des services. Enfin cette doctrine prévoit l'élimination discrète de tous les suspects, ayant avoué ou non, afin d'exercer une pression psychologique sur les populations civiles et les contraindre à stopper leur soutien aux belligérants.
Selon le théoricien Roger Trinquier, elle repose sur trois principes :
1. Séparer la guérilla de la population qui la soutient ;
2. Occuper les zones d'où la guérilla opérait auparavant, en les rendant dangereuses pour celle-ci et en en retournant la population contre celle-ci ;
3. Coordonner ces actions sur une large étendue géographique et sur une longue durée, afin que la guérilla n'ait plus aucun accès aux centres de population qui la soutiennent.

Charles Lacheroy formule quant à lui quatre phases de la guerre révolutionnaire : d'abord une période de paix apparente, puis une phase de terrorisme, enfin l'apparition d'une guérilla organisée avec l'appui des populations, avant de culminer en la mise en place d’une « organisation politico-administrative » (OPA) clandestine et si possible de la formation de troupes régulières. C'est cette dite OPA du FLN qui a été ciblée par l'armée française lors de la guerre d'Algérie, en particulier lors de la bataille d'Alger. Cette doctrine est ensuite mise à l'œuvre par le Pentagone au Viêt Nam.

## Méthodes
- Tous types d'« action psychologique » ou de « guerre psychologique » :
  - Désinformation ;
  - propagande (tracts jetés par avion, affiche - voir par exemple, lors de la Seconde guerre mondiale, l'Affiche rouge, etc.) ;
  - renseignement (interrogatoires utilisant, si besoin est, la torture, laquelle est aussi utilisée pour saper le moral de la population en la terrorisant ; l'historienne Raphaëlle Branche, auteure d'une thèse sur la torture pendant la guerre d'Algérie, écrit ainsi, parlant de la bataille d'Alger :

« à cette époque, la torture est massivement pratiquée à Alger et pas uniquement en vue d’obtenir des renseignements, comme on l’a souvent dit, mais bien pour terroriser la population (...) elle touche désormais tout le monde, “sans distinction de race, ni de sexe”. Autrement dit, des Européens aussi sont torturés par l’armée française. Et l’ampleur prise par la pratique de la torture “pour tous” dans ces mois-là est bel et bien une nouveauté. Des communistes, des progressistes, des membres des centres sociaux ont été arrêtés, détenus au secret, torturés à Alger dans les premiers mois de l’année 1957, par le 1er RCP mais aussi par d’autres »

- Infiltration des maquis et de la direction de la guérilla via le « retournement » de membres de la guérilla, opéré par l'obtention d'avantages, par des techniques de lavage de cerveau et parfois dans des camps de rééducation (une méthode appelée bleuite pendant la guerre d'Algérie) ;
- Couvre-feu (permet de pratiquer des arrestations à domicile) ;
- Quadrillage (dispositif de protection urbaine du colonel Trinquier lors de la « bataille d'Alger » ; opération Indépendance décrétée par l'armée argentine dans la province de Tucumán au début de la « guerre sale », etc.).
- Formation de groupes spécialisés :
  - création de patrouilles mobiles, largement autonomes, opérant en dehors de tout cadre judiciaire (« escadrons de la mort » arrêtant ou enlevant les suspects - desaparecidos -, avant de les interroger dans des centres de détention clandestins (la villa Sésini à Alger ; la villa Grimaldi à Santiago de Chili ; le Garage Olimpo ou l'ESMA à Buenos Aires ; les sites noirs de la CIA ou les « détenus fantômes ») et ensuite de les exécuter - parfois en se débarrassant des corps : « crevettes Bigeard » ou « vols de la mort » -  de les retourner ou, rarement, de les remettre aux autorités judiciaires) ;
  - formation de groupes armés anti-guérilla au sein de la population (milices et groupes paramilitaires).
  - création d'unités militaires mobiles, héliportées, capables d'exploiter immédiatement des renseignements pour harceler la guérilla dans les zones où elle se croit en sécurité : mise en place de contre-embuscades, attaques-surprises préparées par des opérations de désinformation et d'intoxication de l'ennemi afin qu'il baisse la garde, etc. (commandos de chasse gendarmerie)

À titre d'archétype, lors de la guerre d'Algérie, le préfet Serge Barret signe le 7 janvier 1957, sur ordre du ministre résident Robert Lacoste, une délégation de pouvoir au général Massu, disposant que « sur le territoire du département d'Alger, la responsabilité du maintien de l'ordre passe, à dater de la publication du présent arrêté, à l'autorité militaire qui exercera les pouvoirs de police normalement impartis à l'autorité civile. Massu est chargé par ce décret :
« d'instituer des zones où le séjour est réglementé ou interdit ; d'assigner à résidence, surveillée ou non, toute personne dont l'activité se révèle dangereuse pour la sécurité ou l'ordre public ; de réglementer les réunions publiques, salles de spectacle, débits de boissons ; de prescrire la déclaration, ordonner la remise et procéder à la recherche et à l'enlèvement des armes, munitions et explosifs ; d'ordonner et autoriser des perquisitions à domicile de jour et de nuit ; de fixer des prestations à imposer, à titre de réparation des dommages causés aux biens publics ou privés, à ceux qui auront apportés une aide quelconque à la rébellion. »

## Concept de «pression dissuasive»
Le concept de « pression dissuasive » correspond à la nécessité de gérer au mieux la « pacification » en « tache d'huile ». Celle-ci repose en effet sur la constitution de zones sécurisées et génère donc une mosaïque de territoires différenciés selon leur niveau de sécurité pour les insurgés. Lors des opérations de ratissage puis d’installation au cœur des zones peuplées, il y a un temps incompressible pendant lequel les forces contre-insurgés ne peuvent immédiatement poursuivre leur progression, notamment sur les zones adjacentes.
Il est donc nécessaire de harceler les zones de refuge et de préparation des insurgés pour l’empêcher de profiter de la faiblesse temporaire de la contre-insurrection dans les aires géographiques où sa présence est moindre. À terme, ces opérations de harcèlement préparent la prochaine étape de la « tache d'huile » en érodant les capacités ennemies (destruction de caches d’armes, démantèlement de réseaux, interdiction des voies de communication, etc.) Pour cela, les forces de police accompagnent l’action militaire, soit en première ligne (si l’insurgé ne se montre pas ouvertement), soit dans la continuité des militaires.
Sur le plan opératif, ce procédé tactique permet donc d’atteindre l’objectif de confinement de l’organisation insurgée. En effet, en limitant la liberté de manœuvre de l’ennemi entre ses zones refuges, ses zones de préparation et ses zones opérationnelles (mais aussi entre plusieurs sanctuaires), le harcèlement parfait l’action de séparation d’avec la population qui se tient simultanément dans les régions en cours de « pacification ».
Sur le plan stratégique, la « pression dissuasive » doit donc conduire à la désagrégation de l’insurgé. En effet, il est non seulement privé de l’initiative, mais également de structure coordonnée.

## Quelques cas
- La manipulation et l'infiltration des maquis du FLN (une méthode appelée bleuite inventée par un officier parachutiste français, le capitaine Paul-Alain Léger, qui déclenche plus tard une série de purges inédite dans les rangs des combattants des wilayas).
- La prise de contrôle et la manipulation des groupes islamiques armés (GIA) au cours de la guerre civile algérienne par le département du Renseignement et de la Sécurité.
- Les opérations de la catégorie de l'opération Restore Peace III visant à obtenir la réconciliation entre les insurgés et le gouvernement durant la guerre d'Irak.
- Le gouvernement du président américain Bush a, dans le cadre de la guerre contre le terrorisme, légalisé le recours à des interrogatoires violents[13].

### Filmographie
- Escadrons de la mort, l'école française, film documentaire de Marie-Monique Robin, produit par Idéale Audience, 2004.
- La Bataille d'Alger, Gillo Pontecorvo, 1966